# آندرس بیسنته گومس
آندرس بیسنته گومس (اسپانیایی: Andrés Vicente Gómez‎؛ زادهٔ ۱۶ سپتامبر ۱۹۴۳) تهیه‌کننده فیلم اهل اسپانیا است.
از فیلم‌ها یا مجموعه‌های تلویزیونی که وی در آن‌ها نقش داشته است، می‌توان به وسواس بیمارگونه، آزادی‌خواهان، تورنته، مأمور خرفت قانون، بعدازظهر گائودی و تورنته ۲: مأموریت در ماربیا اشاره نمود.